# ستوكايت
ستوكايت (بالبلغارية: Стоките)‏ قرية تقع إدارياً ضمن Sevlievo ‏ في بلغاريا. ويبلغ عدد سكانها 252 نسمة حسب تعداد 15 مارس 2015. تعتمد ستوكايت للبريد على الرمز البريدي 5462 وللاتصالات على رمز الاتصال الهاتفي المحلي 067305.